# (12276) IJzer
(12276) IJzer ist ein Asteroid des mittleren Hauptgürtels, der am 18. November 1990 von dem belgischen Astronomen Eric Walter Elst am La-Silla-Observatorium der Europäischen Südsternwarte in Chile (IAU-Code 809) entdeckt wurde.
Der mittlere Durchmesser des Asteroiden wurde mit 5,883 km (±0,282) berechnet.
Der Asteroid befindet sich in einer Zone der 7-4-2-Bahnresonanz mit Jupiter und Saturn. Bei zwei Umkreisung von Saturn um die Sonne vollendet Jupiter vier und der Asteroid sieben Umkreisungen. Nach der SMASS-Klassifikation (Small Main-Belt Asteroid Spectroscopic Survey) wurde bei einer spektroskopischen Untersuchung von Gianluca Masi, Sergio Foglia und Richard P. Binzel bei (12276) IJzer von einer hellen Oberfläche ausgegangen, es könnte sich also, grob gesehen, um einen S-Asteroiden handeln. Die Albedo des Asteroiden wurde mit 0,223 (±0,038) berechnet.
(12276) IJzer wurde am 16. März 2014 nach der Yser benannt, einem Küstenfluss im Grenzgebiet zwischen dem französischen und belgischen Flandern. „IJzer“ ist der niederländische Name des Flusses.